# Río San Pablo de Lípez
Der Río San Pablo de Lípez ist ein endorheischer Fluss im Departamento Potosí im Anden-Hochgebirge des südlichen Bolivien.
Der Fluss hat eine Gesamtlänge von 107 Kilometern und hat seinen Ursprung an einem Nebengipfel des Cerro Morokho im Kanton Guadalupe im Landkreis (bolivianisch: Municipio) San Antonio de Esmoruco in der Provinz Sur Lípez. Die Quellregion des Flusses liegt in einer Höhe von 5132 m in der Gebirgsregion der Cordillera de Lípez.
Der Río San Pablo de Lípez fließt von Süden nach Norden durch das Municipio San Pablo de Lípez vorbei an den Ortschaften San Pablo de Lípez und Río San Pablo, ansonsten jedoch durch weitgehend unbesiedeltes Gebiet. Nach 107 Kilometern mündet er in den Río Grande de Lípez, der hier in nordöstlicher Richtung fließt und 63 Kilometer weiter flussabwärts in den Salar de Uyuni mündet.
Die Region leidet über weite Teile des Jahres unter großer Trockenheit, der Jahresniederschlag ist mit 150 mm sehr niedrig (siehe Klimadiagramm San Antonio de Lípez): er weist von April bis Oktober weniger als 5 mm Monatsdurchschnitt auf, nur in den Südsommermonaten November bis März fallen nennenswerte Niederschläge, so dass der Río Pablo und der Río Grande de Lípez und ihre Zuflüsse nur periodisch Wasser führen. Trotz einer niedrigen Jahresdurchschnittstemperatur nur knapp über dem Gefrierpunkt findet sich aufgrund der Nähe zum Äquator tagsüber eine hohe Sonneneinstrahlung, so dass die mittlere Tageshöchsttemperatur im Jahresverlauf zwischen 6 und 11 °C liegt; daraus entsteht in den Mittagsstunden eine überdurchschnittlich hohe Verdunstung und der Anteil der im Wasser gelösten mineralischen Salze steigt an.

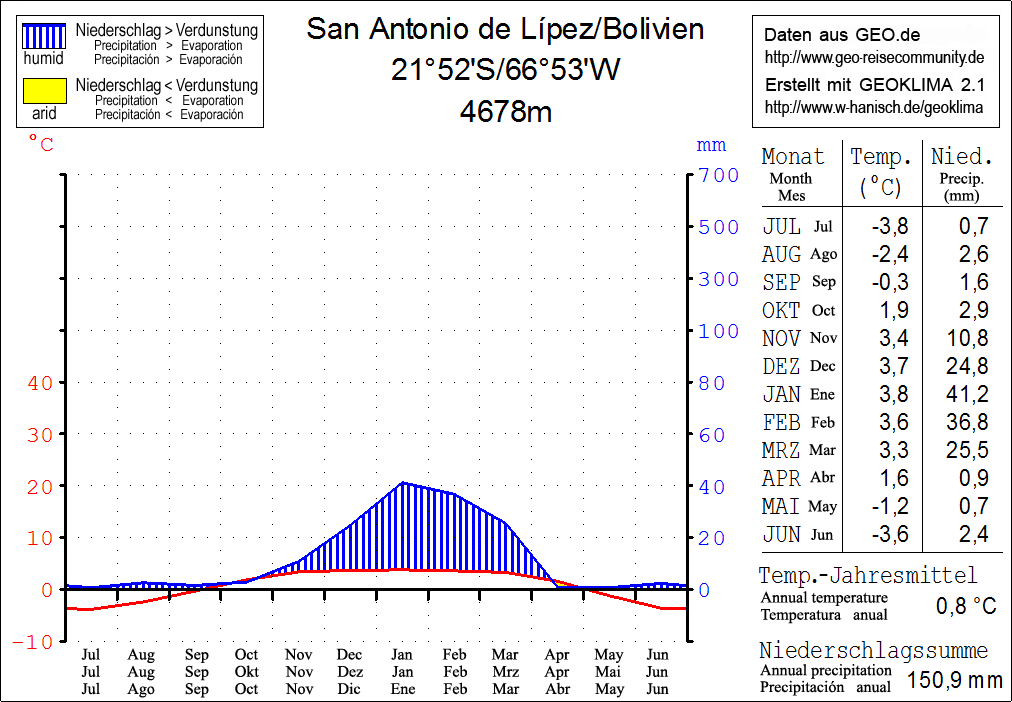
Klimadiagramm Antonio de Lípez

Darüber hinaus zeigen wissenschaftliche Studien der letzten Jahrzehnte, dass ein erheblicher Teil des Oberflächenwassers nicht aus den spärlichen Niederschlägen der Region stammt, sondern Tiefenwasser aus wasserführenden Gesteinsschichten ist, das sich dort im Verlauf der letzten Jahrzehntausende angesammelt hat. So geht eine Studie von Isabelle Chaffaut davon aus, dass mehr als 90 Prozent des Oberflächenwassers aus diesen Tiefenwasser-Reservoirs stammt und durch den oberflächlichen Abfluss unwiederbringlich verloren geht.